# John Boulicault

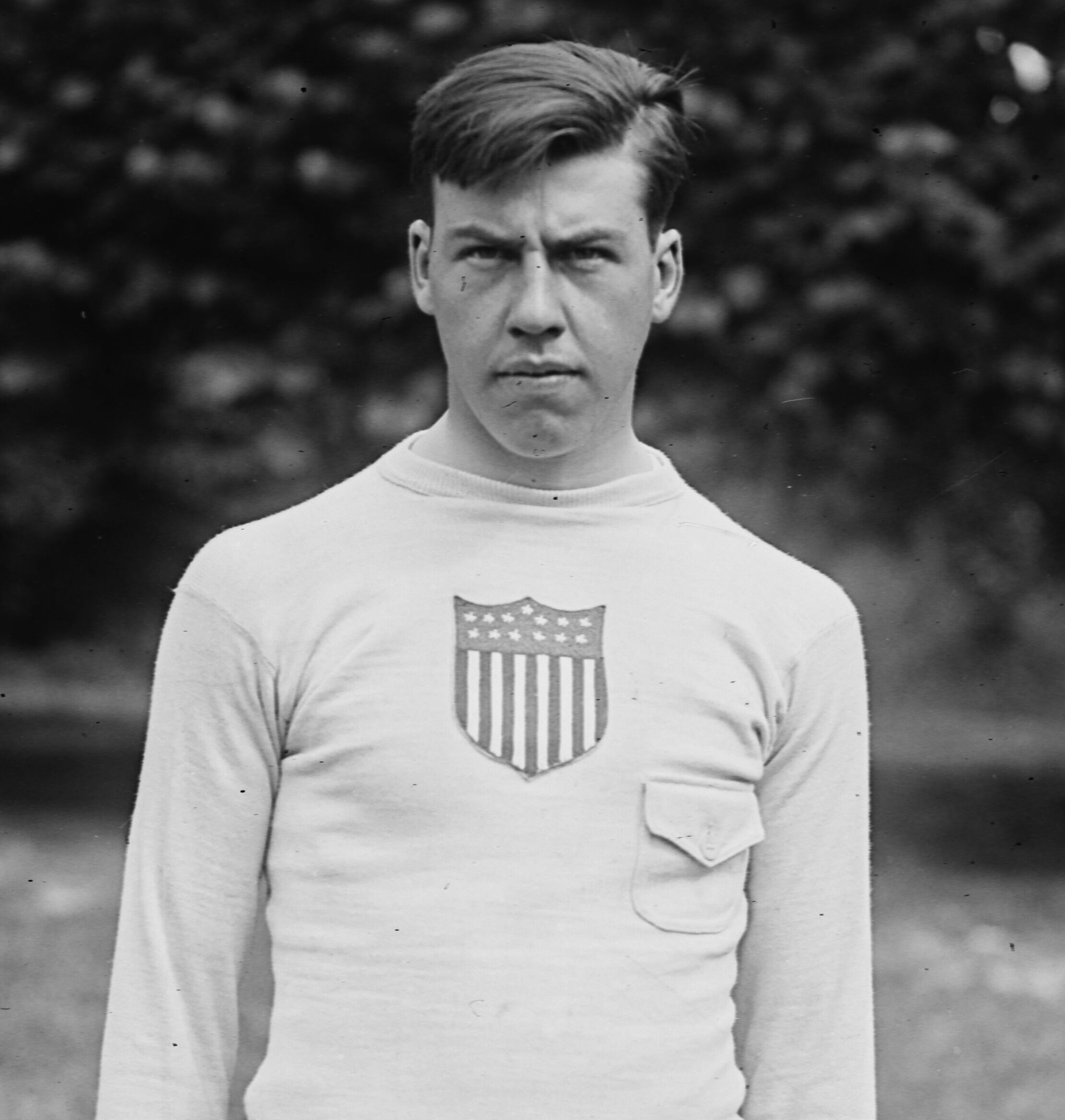
John Boulicault (1924)

John Said Boulicault (* 17. Juli 1906 in St. Louis; † 11. Juli 1985) war ein US-amerikanischer Radrennfahrer.

## Sportliche Laufbahn
Boulicault war im Straßenradsport aktiv und Teilnehmer der Olympischen Sommerspiele 1924 in Paris. Im olympischen Straßenrennen kam er auf den 33. Rang. In der Mannschaftswertung kam das Team mit Victor Hopkins, Ignatius Gronkowski und Gustav Hentschel auf den 12. Platz. Er startete für den Verein St. Louis Cycling Club.